# Jumstaberg
Jumstaberg (av SCB 2010 benämnd Ljumstaberg) är sedan 2010 en småort i Södertälje kommun, belägen sydväst om Södertälje i Tveta socken.